# Антоній Мйончинський
Антоній Мьончиньський (пол. Antoni Miączyński; 1691 — перед 30 квітня 1774) — граф, урядник, політичний і військовий діяч Речі Посполитої. Представник польського шляхетського роду Мьончинських гербу Сухекомнати.

## Життєпис
Батько — Атаназій Валентій Мьончиньський. Мати — дружина батька Гелена Лушковська гербу Корчак. 
Від 1714 року його згадують у записах сеймиків Волинського воєводства як луцького старосту. Ротмістр панцерної корогви з 12 березня 1723 року (відступив її 25 березня 1763 сину Юзефові). 1724 року — посол сейму від Волинського воєводства. Полковник Його Королівської Милості з 1727 року. Учасник «конвокаційного» сейму від Луцького повіту. Підляський каштелян — з 6 грудня 1738, воєвода — з 17 серпня 1771. Нагороджений орденом Білого орла в 1757 році. Лосицький староста з 1717 року (за дозволом короля 12 листопада 1762 відступив його сину Юзефові), у 1724-1726, 1750-1753 роках мав процеси з громадами староства через надмірні побори, відбирання громадських «ґрунтів».

### Маєтності
Дідич Мьончина, Анджеєва, Левковичів, Сільця, Сємєня, Полаєва. Через поділ спадку батька мав тривалу судову суперечку з братом Пйотром. Справу в 1755 році вирішував Люблінський трибунал.

### Сім'я
Перша дружина — Юстина з Блендовських, донька теребовльського підчашого Стефана Блендовського. Дітей не мали. Друга — княжна Дорота Воронецька, донька чернігівського каштеляна князя Миколи Воронецького, дідичка маєтностей Березне, Крутнів на Поділлі. Діти:
- Леон — іновлодзький староста,
- Юзеф — лосицький староста, генерал французьких військ[4],
- Каєтан Адам — дідич Мирополя, Тайкурів, Радивилова[5],
- Антоніна — дружина мінського, троцького воєводи Юзефа Радзивілла,
- Тереса — дружина великого литовського чесника Міхала Ронікера,
- Анна — дружина Пляцида Курдвановского.